# 桑特伊
桑特伊（法語：Santeuil，法語發音：[sɑ̃tœj] ⓘ）是法国法蘭西島大區瓦兹河谷省的一个市镇，属于蓬图瓦兹区。

## 地理
桑特伊（49°7'32"N, 1°57'5"E）面积5.34 平方千米，位于法国法蘭西島大區瓦兹河谷省，该省份为法国北部内陆省份，北起瓦兹省，西接厄尔省，南至塞纳-圣但尼省、上塞纳省和伊夫林省，东临塞纳-马恩省。
与桑特伊接壤的市镇（或旧市镇、城区）包括：布里尼昂库尔、弗雷梅库尔、马里讷、穆西、勒佩尔谢、于斯、瓦维尔。

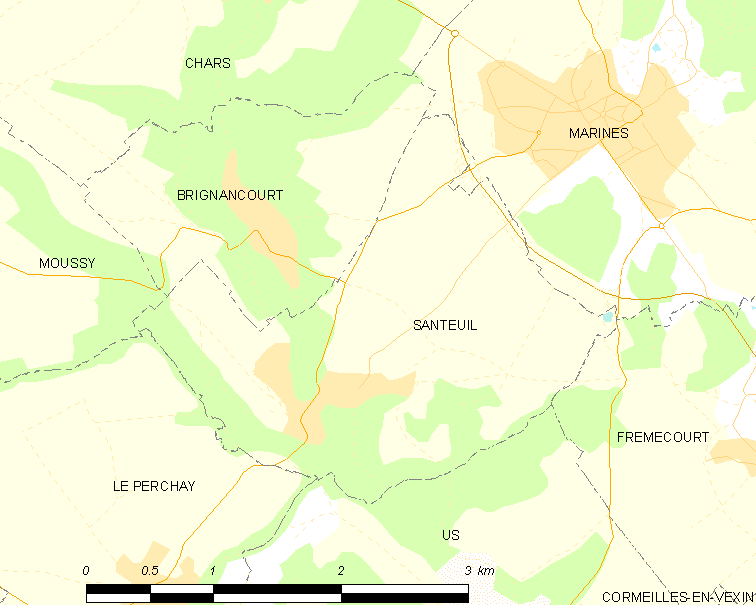
桑特伊的OSM定位图

桑特伊的时区为UTC+01:00、UTC+02:00（夏令时）。

## 行政
桑特伊的邮政编码为95640，INSEE市镇编码为95584。

## 政治
桑特伊所属的省级选区为蓬图瓦兹县。

## 人口

1962-2008年间桑特伊人口变化图示

桑特伊于2022年1月1日时的人口数量为660人。